# Geranium makmelicum
Geranium makmelicum là một loài thực vật có hoa trong họ Mỏ hạc. Loài này được Aedo mô tả khoa học đầu tiên năm 1994.